# عشرب والكري
عشرب والكري (الاسم العلمي:Exacum walkeri) هو نوع من النباتات يتبع جنس العشرب من الفصيلة الجنطيانية.